# Bray (Botswana)
Pour les articles homonymes, voir Bray.
Bray est une ville du Botswana située dans le District de Kgalagadi.